# 沙波魯河
44°50′23″N 03°44′07″E / 44.83972°N 3.73528°E
沙波魯河（法語：Chapeauroux，法語發音：[ʃapoʁu]）是法國的河流，位於該國中南部，屬於阿列河的左支流，河道全長56公里，流域面積387平方公里，平均流量每秒3.36立方米，發源自埃斯塔布勒附近，河口處在圣博内德蒙托鲁和阿列河畔圣克里斯托夫之間。

## 外部連結
- http://www.geoportail.fr （页面存档备份，存于）
- The Chapeauroux at the Sandre database